# Jordana Spiro
Jordana Ariel Spiro (Nova Iorque, 12 de abril de 1977) é uma atriz, diretora e escritora americana. Como atriz, ela estrelou vários filmes e séries de televisão, incluindo Ozark, da Netflix, e o programa de comédia My Boys, da TBS.
Seu primeiro longa, Night Comes On, que ela dirigiu e coescreveu (com Angelica Nwandu), estreou no Festival de Cinema de Sundance em 2018. Ela desenvolveu seu filme curt-metragem Skin que foi vencedor do prêmio Women In Film Productions. Skin também ganhou o prêmio de Menção Honrosa no SXSW, foi exibido em Telluride, Palm Springs e AFI, entre outros. Spiro obteve seu mestrado em Cinema pela Universidade de Columbia em 2015 e recebeu a bolsa da Fundação Adrienne Shelly.

## Biografia
Spiro nasceu e foi criada na cidade Nova Iorque. Spiro tem um irmão e três irmãs. Ela estudou no Circle in the Square Theatre School e frequentou brevemente a Royal Academy of Dramatic Art em Londres. No outono de 2009, ela iniciou o Programa de Mestrado em Belas Artes em Cinema na Universidade de Columbia. Concluiu a licenciatura em 2015. Atualmente, Spiro divide seu tempo entre Los Angeles e Nova York.

## Carreira
O primeiro papel de Spiro no cinema foi como Catherine Reece no filme de 1999, Um Drink no Inferno 3: A Filha do Carrasco, uma prequela lançada diretamente em DVD do filme de 1996 From Dusk till Dawn.
Em 2000, Spiro estrelou sua primeira série de TV de drama policial chamada The Huntress. A série teve 28 episódios e terminou em 2001.
Spiro estrelou a série de comédia original da TBS My Boys. Ela interpretou o papel de PJ, uma jovem de vinte e poucos anos.
Spiro também apareceu na comédia de 2009 The Goods: Live Hard, Sell Hard ao lado de Jeremy Piven, Ed Helms e Rob Riggle, e produzida por Will Ferrell e Adam McKay.
Créditos adicionais incluem The Year of Getting to Know Us, que estreou no festival de cinema de Sundance de 2008, Alone with Her do IFC, bem como participações especiais em Cold Case, Out of Practice, e CSI: NY.
Spiro estava programado para estrelar a série de televisão Love Bites, planejada para 2010-2011, mas desistiu do papel em junho de 2010 devido a outras obrigações contratuais. Spiro também foi escalado ao lado de Nicolas Cage e Nicole Kidman no thriller Trespass. Ela foi uma estrela convidada na temporada de Dexter da Showtime em 2011.
Recentemente, Spiro estrelou como Rachel Garrison no drama policial da Netflix Ozark.
Em fevereiro de 2024, Spiro se juntou ao elenco de Law & Order: Special Victims Unit como Shannah Sykes, uma agente do FBI.

## Filmografia

### Filme
| Ano  | Título                                        | Papel                 | Notas |
| ---- | --------------------------------------------- | --------------------- | ----- |
| 1999 | From Dusk till Dawn 3: The Hangman's Daughter | Catherine Reece       |       |
| 2003 | Playas Ball                                   | Tonya Jenkins         |       |
| 2004 | The Greener Grass                             | Heather               |       |
| 2005 | Must Love Dogs                                | Sherry                |       |
| 2005 | Partner(s)                                    | Anne                  |       |
| 2006 | Alone with Her                                | Jen                   |       |
| 2006 | Argo                                          | Becca                 | Curta |
| 2007 | Living & Dying                                | Mary Jane             |       |
| 2007 | Resigned                                      | Alison                | Curta |
| 2008 | The Year of Getting to Know Us                | Kim Temple            |       |
| 2009 | The Goods: Live Hard, Sell Hard               | Ivy Selleck           |       |
| 2011 | Trespass                                      | Petal                 |       |
| 2019 | To the Stars                                  | Francie Deerborne     |       |
| 2021 | Fear Street Part One: 1994                    | Mrs. Lane             |       |
| 2021 | Fear Street Part Two: 1978                    | Nurse Mary Lane       |       |
| 2021 | Fear Street Part Three: 1666                  | The Widow / Mrs. Lane |       |
| 2021 | Small Engine Repair                           | Karen Delgado         |       |

### Televisão
| Ano             | Título                            | Papel                                       | Notas                        |
| --------------- | --------------------------------- | ------------------------------------------- | ---------------------------- |
| 1995            | Maybe This Time                   | Chase                                       | Episódio: "The Other Mother" |
| 1996            | Her Last Chance                   | Waitress                                    | Telefilme                    |
| 1996            | If These Walls Could Talk         | Alison (segment "1974")                     | Telefilme                    |
| 1997            | Buffy the Vampire Slayer          | Callie Anderson                             | Episódio: "Reptile Boy"      |
| 1998            | Beverly Hills, 90210              | Carrie Knox                                 | Episódio: "Dealer's Choice"  |
| 1998            | City Guys                         | Zoey                                        | Episódio: "A Guy and a Goth" |
| 1998            | Silk Stalkings                    | Freddie Benton                              | Episódio: "Rage"             |
| 1998            | One World                         | Alex                                        | 3 episódios                  |
| 1999            | Undressed                         | Merrith                                     | 3 episódios                  |
| 2000–2001       | The Huntress                      | Brandi Thorson                              | 28 episódios                 |
| 2004            | Beck and Call                     | Jemma                                       | Telefilme                    |
| 2005            | CSI: NY                           | Tavia Greenburg                             | Episódio: "Tanglewood"       |
| 2005            | Cold Case                         | Suzanne                                     | Episódio: "Revolution"       |
| 2005            | JAG                               | Navy Lt. Catherine Graves                   | 3 episódios                  |
| 2005            | Out of Practice                   | Bianca/Roberta                              | 2 episódios                  |
| 2006            | Kitchen Confidential              | Alison                                      | Episódio: "Praise Be Praise" |
| 2006–2010       | My Boys                           | P.J. Franklin                               | 49 episódios                 |
| 2011            | Harry's Law                       | Rachael Miller                              | 7 episódios                  |
| 2011            | Dexter                            | Beth Dorsey                                 | 2 episódios                  |
| 2011            | Lost and Found                    | Jo                                          | Telefilme                    |
| 2012–2013       | The Mob Doctor                    | Dr. Grace Devlin                            | 13 episódios                 |
| 2013–2014       | The Good Wife                     | Detective Jenna Villette                    | 4 episódios                  |
| 2014            | Tyrant                            | Dana                                        | Episódio: "Pilot"            |
| 2015–2016       | Royal Pains                       | Jen                                         | 3 episódios                  |
| 2015–2016, 2020 | Blindspot                         | Sarah Weller                                | 11 episódios                 |
| 2016            | The Wilding                       | Margaret Hayes                              | Telefilme                    |
| 2017–2018, 2022 | Ozark                             | Rachel Garrison                             | 24 episódios                 |
| 2020            | Evil                              | Ema Serpagli                                | Episódio: "Justice x 2"      |
| 2022, 2024      | Law & Order: Special Victims Unit | Delia Hackman / Special Agent Shannah Sykes | 6 episódios                  |
| ASA             | The Savant                        | ASA                                         | Upcoming miniseries          |